# 皇冠環球集團
皇冠環球集團有限公司，簡稱皇冠環球集團（英語：Crown International Corporation Limited，港交所：0727），於2004年4月23日，由金英控股(香港)有限公司更名而來，前身為「卓越融資有限公司」和「卓越金融有限公司」，並於2014年6月召開股東大會後，通過易為名為「皇冠環球集團」至今。
現時在中國內地經營房地產、金融、能源和資源投資項目，前董事長為林致華拿督，前總裁為肖煥偉，前董事長兼行政總裁廖品綜，於皇冠置地完成收購於2015年3月30日辭去相關職務，並由孟金龍出任主席。
總部位於香港灣仔港灣道 18 號中環廣場 9 樓 902 室。

## 連結
- crownicorp.com/ （页面存档备份，存于）